# Mitopus mongolicus
Mitopus mongolicus is een hooiwagen uit de familie echte hooiwagens (Phalangiidae).